# 罗伯特·A·贝纳
罗伯特·A·贝纳（1935年11月25日—2015年1月10日）是一位美国地球物理学家，耶鲁大学榮譽退休教授，专攻碳循環，建立了地球大气中二氧化碳的BLAG模型。